# 田中レイ
田中レイ（たなか レイ、2012年〈平成24年〉5月12日 - ）は、日本の子役。ジョビィキッズ所属。

## 出演

### 映画
- 家族のはなし[2]（2018年）- 拓也幼少 役[1]

### テレビドラマ
- Woman 第1話（2013年7月8日、日本テレビ）- 青柳陸  役[1][3]
- GTO 第4話（2014年7月29日、関西テレビ・フジテレビ）- 2才の桐谷 役[1][3]
- ゆとりですがなにか（2016年、日本テレビ）- 麻生まうい 役[1][3]
- 北風と太陽の法廷（2017年3月17日、日本テレビ） - 原朗 役[1]
- 宇宙戦隊キュウレンジャー（2017年4月23日・30日・10月29日、テレビ朝日）- 幼いラッキー 役[1][3]
- 大河ドラマ（NHK）
  - おんな城主 直虎（2017年）- 自然 役[1][3]
  - 西郷どん（2018年）- 大久保利武 役[1]
- 連続テレビ小説 半分、青い。（2018年8月2日 - 9月28日、NHK）- 楡野大地 役[1]
- 花へんろ 特別編 春子の人形（2018年8月4日、NHK BSプレミアム）[1]
- あなたの番です（2019年4月14日 - 9月8日、日本テレビ） - 北川そら 役[1]
  - あなたの番です『扉の向こう』304号室 北川家編（2019年、Hulu）- 北川そら 役[1]
  - 劇場版公開記念!「あなたの番です」完全新撮スペシャル!（2021年、日本テレビ） - 北川そら 役
- 赤ひげ3 第3話（2020年11月6日、NHK BSプレミアム）- 小太郎 役[1]
- 仮面ライダーギーツ（2023年3月5日・12日、テレビ朝日） - ショウタ 役

### CM
- DAIHATSU Thor 『成長記念日おでかけ』篇[1]
- 花王 バスマジックリン[1]

### テレビ
- 志村けんのバカ殿様（フジテレビ）[1]
- 痛快TV スカッとジャパン（フジテレビ）- 富永祐樹 役他[1]